# Веденовський сільський округ
Веде́новський сільський округ (каз. Веденовка ауылдық округі, рос. Веденовский сельский округ) — адміністративна одиниця у складі Бурабайського району Акмолинської області Казахстану. Адміністративний центр — село Веденовка.
Населення — 1059 осіб (2021; 1360 у 2009, 1785 у 1999, 2127 у 1989).
Станом на 1989 рік існували Веденовська сільська рада (села Бойове, Веденовка, Федосієвка) та Ніколаєвська сільська рада (села Карабулак, Крупське, Ніколаєвка, Райгородок). 1993 року вони утворили Веденовський сільський округ. Пізніше села Ніколаєвка та Райгородок передано до складу Успеноюр'євського сільського округу. Село Саргут ліквідовано 2007 року.

## Склад
До складу округу входять такі населені пункти:
| Населений пункт  | Колишні назви | Населення, осіб (1989) | Населення, осіб (1999) | Населення, осіб (2009) | Населення, осіб (2021) |
| ---------------- | ------------- | ---------------------- | ---------------------- | ---------------------- | ---------------------- |
| Веденовка, село  | -             | 1483                   | 1212                   | 1015                   | 845                    |
| --Підстанція     | -             | -                      | -                      | -                      | 8                      |
| Жанатуган, село  | Бойове        | 123                    | 114                    | 60                     | 20                     |
| Карабулак, село  | -             | 252                    | 281                    | 186                    | 165                    |
| Саргут, село     | Крупське      | 104                    | 55                     | -                      | -                      |
| Федосієвка, село | -             | 231                    | 178                    | 99                     | 21                     |